# Prononciation

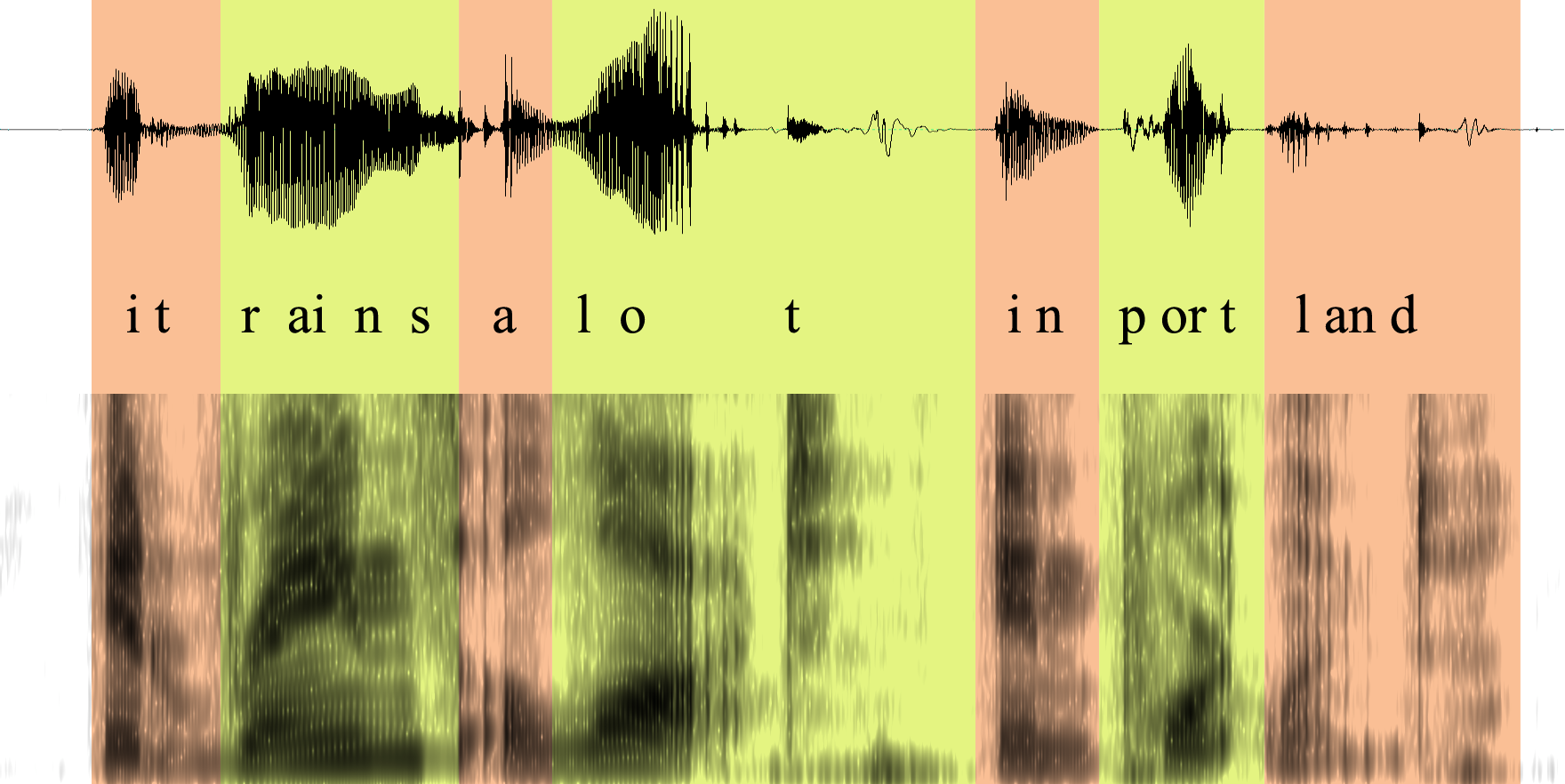
Spectrogramme d'une prononciation de la phrase It rains a lot in Portland (Il pleut beaucoup à Portland) en anglais.

En phonétique, le terme prononciation a deux sens principaux :
- l'un se rapporte à l'action de produire, d'émettre des phones (sons) articulés à l'aide des organes de la parole[1],[2] ;
- l'autre se réfère à la manière d'effectuer cette action dans le cas des sons et groupes de sons concrets, ainsi que des mots et des groupes de mots[3],[1],[2]. On parle aussi de la prononciation d'une langue ou d'une variété de langue (dialecte, sociolecte, etc.) en se référant aux sons qu’elle possède, ainsi que de la prononciation des lettres, groupes de lettres et mots écrits, s'agissant de la correspondance entre aspects écrit et parlé de la langue[4].

La phonétique est une branche de la linguistique qui étudie les phones (les sons) en tant que plus petits segments de la parole, du point de vue physique, physiologique, neurophysiologique et neuropsychologique, c’est-à-dire de leur production, transmission, audition et évolution dans le processus de communication humaine par la langue, en utilisant des moyens spécifiques pour leur description, classification et transcription,,,,,,,.
La phonologie ou phonémique est la branche de la linguistique qui étudie l'organisation des sons du langage au sein des différentes langues naturelles. Elle est complémentaire de la phonétique, qui s'intéresse à ces sons eux-mêmes, indépendamment de leur emploi. La phonétique s’intéresse aux sons en tant qu’unités acoustiques produites par un mécanisme physiologique (phones) ; la phonologie, aux sons en tant qu’éléments d’un système (phonèmes).

## Prononciation correcte et prononciation erronée
Comme dans tous les autres domaines de la langue, dans le domaine phonétique aussi le locuteur peut faire des erreurs, appelées fautes de prononciation. Du point de vue de la linguistique purement descriptive, non normative, non prescriptive et non corrective, aucun fait de langue dans l’usage de sa langue maternelle par tout locuteur natif adulte et normal, dans des conditions normales, ne peut être considéré comme incorrect. Dans cette conception linguistique ne sont des erreurs que les écarts par rapport aux règles de la langue en général. Toute variété de langue a ses propres règles, l’erreur n’est donc une erreur que du point de vue des règles de la variété en cause, faite par le locuteur qui l’utilise.
Chez certains locuteurs natifs, les fautes peuvent être causées par certains troubles neurophysiologiques ou neuropsychologiques, tel le bégaiement. De leur correction s’occupe l’orthophonie, appelée aussi logopédie.
Tout locuteur natif aux fonctions cérébrales normales peut faire des erreurs accidentelles, dont il sait que ce sont des erreurs, et qu’il corrige d’habitude tout de suite, par exemple l’inversion des sons initiaux de deux mots qui diffèrent seulement par ces sons, ex. (en) heft lemisphere au lieu de left hemisphere « hémisphère gauche ».
Les enfants qui apprennent leur langue maternelle font eux aussi des erreurs.
Les locuteurs parlant une langue qui leur est étrangère font eux aussi des erreurs par rapport aux règles de cette langue, surtout au cours de son apprentissage, à cause de la méconnaissance des règles ou de leur assimilation insuffisante. L’une des causes de ces erreurs est l’interférence, appelée aussi transfert négatif, qui consiste en l’application de règles de la langue maternelle différentes de celles de la langue étrangère, dans l’utilisation de cette dernière. Les interférences phonétiques consistent en la prononciation de sons comme dans la langue maternelle, ex. [r] de l’espagnol ou du russe prononcé [ʁ] par un locuteur natif de français.
Du point de vue de la linguistique normative, prescriptive et corrective, sont des erreurs tous les écarts par rapport aux règles de la variété standard de la langue, y compris ceux des locuteurs natifs. Ces règles font l’objet de la phonétique normative, appelée aussi orthoépie,,. Les erreurs par rapport à l’orthoépie sont le fait de locuteurs qui ne connaissent pas suffisamment la variété standard, même s’ils ont une variété de langue maternelle qu’ils connaissent très bien. Parfois, un tel locuteur qui veut se conformer au standard, fait des erreurs appelées hypercorrections, en appliquant par analogie des règles valables dans d’autres situations, ex. (en) potato « pomme de terre » (prononciation standard [pəˈteɪtəʊ]) prononcé [pəˈtɑːtəʊ] par analogie avec tomato [təˈmɑːtəʊ] « tomate ».
L’une des fautes de prononciation est la métathèse, qui peut apparaître dans tous les cas présentés plus haut. Elle consiste le plus souvent en l’interversion de la place de sons ou de syllabes d’un mot, par exemple :
(fr) aréoplane vs aéroplane ;
(en) aks vs ask « demander » ;
(ro) potrocală vs portocală « orange » ;
(ru) раболатория rabolatoriïa vs лаборатория laboratoriïa « laboratoire ».

## La faute de prononciation dans l’histoire de la langue
Comme d’autres phénomènes qui sont des fautes à un certain moment de l’existence d’une langue, la faute de prononciation aussi peut participer à l’évolution des mots. Telle est, entre autres, la métathèse. D’abord c’est un phénomène individuel facilitant la prononciation, qui peut être validé par la suite par la communauté linguistique, être consacré par l’usage général, puis intégré dans la variété standard de la langue. Exemples de telles métathèses sont :
(fr) fromage < (la) formaticum ;
(es) milagro « miracle » < miraglo < (la) miraculum ;
(it) chioma « crinière » < *clŏma < (la) cŏmŭla ;
(ro) frumos « beau » < (la) formosus ;
(en) bird « oiseau » < vieil anglais brid ;
(hu) köp < pök « il/elle crache » ;
(BCMS) žlica « cuiller » < vieux-slave lžica < proto-slave lĭžica.